# Musikanalyse
Bei der Musikanalyse wird ein musikalisches Werk unter verschiedenen Gesichtspunkten mit unterschiedlichen Methoden untersucht. So lässt sich die Musik u. a. unter formalen, harmonischen, rhythmischen und motivisch-thematischen Aspekten analysieren.
Die formale Analyse einer Komposition ist der Versuch, den kompositorischen Aufbau des Werks nachzuvollziehen. Dadurch kann gegebenenfalls die künstlerische Absicht des Komponisten zu Tage treten. Formale Gesichtspunkte können auch als Qualitätskriterien einer Komposition betrachtet werden. Im Laufe der Jahrhunderte haben sich in Vokal- und Instrumentalmusik formale Schemata entwickelt und gefestigt, darunter die Stufentheorie und die von Hugo Riemann entwickelte Funktionstheorie. Das Studium der traditionellen Formen ist auch für das Verständnis neuerer Formbildung zu empfehlen.
Bei der Analyse eines Musikstückes werden zunächst Merkmale der Grobgliederung (Einschnitte, Kadenzen usw.) gesucht, um danach zu kleineren Formbildungselementen (Themen, Taktgruppen, Motiven) vorzudringen. Auf diese Weise wird der Gefahr entgegengewirkt, sich in Details und Nebensächlichkeiten zu verlieren, die zu keiner essentiellen Aussage über das Werk führen. Die genaue formale Analyse ermöglicht in vielen Fällen erst eine logische und dramaturgische richtige Interpretation. Nicht zuletzt kann sie auch eine wichtige Hilfe sein für das Auswendiglernen einer Komposition.